# Бельс
Бельс (фр. Belz) — коммуна на северо-западе Франции, находится в регионе Бретань, департамент Морбиан, округ Лорьян, кантон Киброн. Расположена в 23 км к юго-востоку от Лорьяна и в 29  км к западу от Вана, в 10 км от национальной автомагистрали N165, на левом берегу риа, образуемого рекой Этель.
Население (2019) — 3 760 человек.

## История
В 1888 году при раскопках  в Бельсе было обнаружено 66 бронзовых топоров и золотых браслетов. Эти экспонаты выставлены в музеях Карнака, Вана и Музее национальной археологии в Сен-Жермен-ан-Ле. На территории коммуны также находится около двух десятков мегалитов, относящихся в основном к периоду неолита (III тысячелетие до н. э.).

## Достопримечательности
- Мегалиты Керлютю, Керпрово, Кердрюэлан и еще около двух десятков, на всей территории коммуны
- Неоготическая церковь Святого Сатурнена 1914 года
- Комплекс зданий на острове Сен-Кадо в риа реки Этель: часовня Святого Кадока XII века и кальвария XVIII века
- Особняк Керьяргон
- Мост Пон-Лоруа через реку Этель

## Экономика
Структура занятости населения:
- сельское хозяйство — 6,6 %
- промышленность — 5,9 %
- строительство — 9,1 %
- торговля, транспорт и сфера услуг — 48,0 %
- государственные и муниципальные службы — 30,3 %

Уровень безработицы (2018) — 11,7 % (Франция в целом —  13,4 %, департамент Морбиан — 12,1 %). 

Среднегодовой доход на 1 человека, евро (2018) — 22 090 (Франция в целом — 21 730, департамент Морбиан — 21 830).

## Демография
Динамика численности населения, чел.

## Администрация
Пост мэра Бельса с 2008 года занимает Брюно Гоама (Bruno Goasmat). На муниципальных выборах 2020 года возглавляемый им правый блок победил в 1-м туре, получив 64,04 % голосов.
| Период | Период | Фамилия            | Партия                                                                     | Примечания                                       |
| ------ | ------ | ------------------ | -------------------------------------------------------------------------- | ------------------------------------------------ |
| 1965   | 1989   | Анри Роллан        | Союз демократов в поддержку республики, Объединение в поддержку Республики | фармацевт, член Генерального совета департамента |
| 1989   | 1995   | Элие Рио           |                                                                            |                                                  |
| 1995   | 2008   | Жерар Ле Трекессер | Разные правые                                                              | член Генерального совета департамента            |
| 2008   |        | Брюно Гоама        | Разные правые                                                              | пенсионер                                        |

## Галерея
- Остров Сен-Кадо
- Церковь Святого Сатурнена
- Витражи в церкви Святого Сатурнена
- Кальвария
- Мост Пон-Лоруа